# Interestatal 70 (Illinois)
La Interestatal 70 (abreviada I-70) es una autopista interestatal ubicada en el estado de Illinois. La autopista inicia en el sur desde la US 40  , I 55 , I 64 y I 70  en East St. Louis hacia el norte en la I 70  en Marshall. La autopista tiene una longitud de 257,5 km (160 mi).

## Mantenimiento
Al igual que las carreteras estatales, las carreteras federales, la Interestatal 70 es administrada y mantenida por el Departamento de Transporte de Illinois por sus siglas en inglés IDOT.

## Cruces
La Interestatal 70 es atravesada principalmente por la  I 57  I 64  I 55  I 57 .